# IBoxx
iBoxx erstellt, berechnet und publiziert Anleiheindizes für europäische und globale Märkte und war eine Sparte des Finanzdienstleistungsunternehmens IHS Markit. Nach einem Merger mit S&P Global im Februar 2022 wurde die Namensgebung teilweise umbenannt.
Die iBoxx Indizes sind transparente, regelbasierte Rentenindizes, die hauptsächlich von passiven und aktiven professionellen Anlegern sowie Investmentbanken verwendet werden. iBoxx bietet marktbreite Benchmarks zur Bewertung der Anlageperformance und zur Analyse sowie liquide Indizes als Basis für handelbare Produkte wie ETFs und Total Return Swaps (TRS). Das iBoxx-Produktportfolio ist global und wird durch Multi-Source-Pricing und dem Evaluated Bond Pricing Service ('EVB') von IHS Markit unterstützt, um die Preisgenauigkeit zu verbessern und die Unabhängigkeit der Indizes zu gewährleisten. Die iBoxx Universum umfasst über 20.000 Anleihen von Unternehmen, Staaten, staatlichen Institutionen und Krediten sowie Pfandbriefe.
Ein geschätztes Vermögen von über 150 Milliarden US-Dollar wird in ETFs verwaltet, die iBoxx Indizes nachbilden. Insgesamt gibt es mehr als 150 ETFs auf Basis von iBoxx Indizes.
Die Administration von iBoxx Indizes wird von der S&P Dow Jones Indices Limited beaufsichtigt, die durch die britische Finanzaufsichtsbehörde (FCA) als Benchmarkadmistrator im Rahmen der UK Benchmark Regulierung autorisiert ist. Die Administration der Indizes werden seit 2014 im Einklang mit den IOSCO Prinzipien für Benchmarks durchgeführt.

## Produkte
iBoxx bietet sowohl Standard- als auch kundenspezifische Indexlösungen mit über 25.000 Indizes. Das Produktportfolio ist global und deckt die wichtigsten Währungen und Marktsegmente innerhalb des Rentenuniversums ab. Die Standardindizes von iBoxx bestehen aus 35 Indexfamilien:
| Index Familie                                                                        | Region          |
| iBoxx ABF Indizes                                                                    | Asien-Pazifik   |
| iBoxx ADBI Indizes                                                                   | Asien-Pazifik   |
| iBoxx ALBI Indizes                                                                   | Asien-Pazifik   |
| iBoxx ASIA Indizes                                                                   | Asien-Pazifik   |
| iBoxx AUD Indizes                                                                    | Asien-Pazifik   |
| iBoxx ChinaBond Government and Policy Bank Bond Indizes                              | Asien-Pazifik   |
| iBoxx CNH Indizes                                                                    | Asien-Pazifik   |
| iBoxx CNY Indizes                                                                    | Asien-Pazifik   |
| iBoxx JPY Indizes                                                                    | Asien-Pazifik   |
| iBoxx SGD Indizes                                                                    | Asien-Pazifik   |
| iBoxx USD ASIA Indizes                                                               | Asien-Pazifik   |
| iBoxx USD Belt & Road Indizes                                                        | Asien-Pazifik   |
| iBoxx EUR Indizes & iBoxx EUR Liquid Investment Grade                                | Europa          |
| iBoxx EUR FRN Investment Grade Indizes                                               | Europa          |
| iBoxx EUR High Yield Indizes & iBoxx EUR Liquid High Yield Indizes                   | Europa          |
| iBoxx GBP Indizes                                                                    | Europa          |
| iBoxx GBP High Yield Indizes & iBoxx GBP Liquid High Yield Indizes                   | Europa          |
| iBoxx Contingent Convertible Indizes                                                 | Global          |
| iBoxx USD Emerging Markets Sovereigns Indizes                                        | Global          |
| iBoxx USD Emerging Markets Corporates Indizes                                        | Global          |
| iBoxx GEMX Indizes                                                                   | Global          |
| iBoxx Global Government Indizes                                                      | Global          |
| iBoxx Global High Yield Indizes                                                      | Global          |
| iBoxx Global Green Select Indizes                                                    | Global          |
| iBoxx Global Green, Social & Sustainability Indizes                                  | Global          |
| iBoxx Infrastructure Indizes                                                         | Global          |
| iBoxx Global Inflation-Linked Bond Indizes                                           | Global          |
| iBoxx Tadawul SAR Government Sukuk Indizes                                           | Mittlerer Osten |
| iBoxx USD Leveraged Loan Indizes                                                     | Nordamerika     |
| iBoxx USD Indizes & iBoxx USD Liquid Investment Grade Indizes                        | Nordamerika     |
| iBoxx USD FRN Indizes                                                                | Nordamerika     |
| iBoxx USD High Yield Developed Markets Indizes & iBoxx USD Liquid High Yield Indizes | Nordamerika     |
| iBoxx USD Money Market Indizes                                                       | Nordamerika     |
| iBoxx USD CMBS Indizes                                                               | Nordamerika     |

Die Designfähigkeiten von iBoxx werden durch eine Vielzahl von IHS Markit- und Partnerdaten unterstützt, die einzigartige Möglichkeiten zur Indexerstellung innerhalb des transparenten, regelbasierten Indexrahmens bieten.

## Geschichte
Die 2001 eingeführten iBoxx Indizes boten das erste umfassende Spektrum unabhängiger, transparenter Anleihenindizes mit mehreren Preisquellen. iBoxx wurde von der International Index Company Limited (IIC) ins Leben gerufen, Die IIC wurde 2001 gegründet und hatte ihren Hauptsitz in Frankfurt am Main, Deutschland. Im Jahre 2003 brachte iBoxx die iBoxx CDS-Indizes auf den Markt, die später mit den Trac-x-Indizes von J.P. Morgan & Co. und Morgan Stanley zur iTraxx-Produktsuite zusammengeführt wurden.
iBoxx begann als Joint Venture zwischen ABN AMRO, Barclays Capital, BNP Paribas, Deutsche Bank, Deutsche Börse, Dresdner Kleinwort, Goldman Sachs, HSBC, JPMorgan, Morgan Stanley und UBS Warburg, bevor es 2007 von der Markit Group Limited übernommen wurde. Die Markit Group Limited fusionierte 2016 mit der IHS Inc. zur IHS Markit Ltd und wurde im Februar 2022 mit S&P Global verschmolzen.
iBoxx Indizes waren eine Innovation, die es den 10 kooperierenden Banken und der Deutschen Börse ermöglichten, gemeinsam auf eine unabhängige und standardisiert Benchmark zu verweisen. Dieses Modell stellte eine Verbesserung gegenüber dem bis dahin üblichen Indexmodell mit einer einzigen Institution dar, indem es ein "Give-Get"-Modell einführte. Dieses Modell bot den kooperierenden Banken Anreize für tägliche Preislieferungen und erhöhte damit die Zuverlässigkeit und Genauigkeit der Preisdaten des Indexes und der zugrunde liegenden Anleihen durch die Vielfalt der Preisquellen. iBoxx arbeitet weiterhin nach einem „Give-Get“-Modell und bezieht sich auf mehrere Preisquellen für die zugrundeliegenden Anlehen.

## Governance und externe Gremien
In Übereinstimmung mit europäischen Benchmarkregulierung und den IOSCO-Prinzipien ist IMBA UK für die Verwaltung und Berechnung der Benchmark-Familien verantwortlich und daher der Administrator jedes Indexes und gegebenenfalls der zugehörigen Benchmarks innerhalb dieser Familien. Um einen kontinuierlichen Dialog mit und Feedback von Indexnutzern zu gewährleisten, hat der Administrator externe Beratungsgremien eingerichtet. Bei einigen Indexfamilien gibt es separate Gremien für Banken sowie Investmentfirmen und Versicherungen.
Diese Gremien unterstützen die Entwicklung der relevanten Indizes, indem sie Einblicke und Feedback für die Erstellung neuer Indizes, Verbesserungen bestehender Indizes oder die Konfiguration von Indizes liefern. Sie prüfen potenzielle und vorgeschlagene Änderungen der Indexregeln und geben Anregungen zu möglichen und vorgeschlagenen Änderungen. Sie beraten auch in technischen Angelegenheiten in Bezug auf die Funktionsweise der Indizes und beantworten relevanten Anfragen des Administrators rechtzeitig.
Diese Gremien liefern auch Beiträge zur jährlichen Indexüberprüfung, die vom Administrator organisiert wird. Der Administrator betrachtet Rückmeldungen als Teil des formellen Konsultationsprozesses mit allen Marktteilnehmern.
Die Gremienmitglieder sind erfahrene Experten auf ihrem Gebiet, die vom Administrator auf der Grundlage von Marktkenntnissen und der Fähigkeit ernannt werden, aus Erfahrungen und der Nutzung der relevanten Indizes zu Diskussionen beizutragen.

## Indexneuerstellungen
| Jahr | Index Name                                                | Datenpartner                                    | Index Partner                  |
| 2020 | iBoxx Global Green, Social and Sustainability Bonds Index | Climate Bonds Initiative, Environmental Finance | N/A                            |
| 2020 | iBoxx Global Government Bond Index                        | N/A                                             | N/A                            |
| 2020 | iBoxx Tadawul SAR Government Sukuk Bond Index             | Tadawul (Saudi Stock Exchange)                  | Tadawul (Saudi Stock Exchange) |
| 2019 | iBoxx ChinaBond Government and Policy Bank bond index     | Chinabond                                       | Chinabond                      |